# Maxi Warwel
Maxi Warwel (Berlino, 1º marzo 1983) è un'attrice tedesca, attiva prevalentemente in campo televisivo.
Tra cinema e - soprattutto - televisione, ha partecipato a circa una ventina di differenti produzioni a partire dalla fine degli anni novanta.  Tra i suoi ruoli principali, figurano quello di Sarah Gabriel nella serie televisiva Arme Millionäre (2005-2006), quello di Antonia Winston nel film TV del ciclo "Rosamunde Pilcher" Decisione del cuore (2009) e quello di Daniela Königstein nella serie televisiva La casa del guardaboschi (Forsthaus Falkenau, 2010-2013).

## Biografia
Maxi Warwel è nata a Berlino il 1º marzo 1983.
A 16 anni, mentre recita in una rappresentazione teatrale scolastica, viene notata dalla regista Maria Theresa Camoglio, che la vuole nel cast del film per ragazzi Liebe, Lügen und Geheimnisse.
Dopo aver recitato in alcuni film quali Klassenfahrt (2002) e Pura vida Ibiza (2004), ottiene il suo primo ruolo di rilievo nel 2005, quando entra nel cast della serie televisiva Arme Millionäre, dove interpreta il ruolo di Sarah Gabriel.
Tra il 2009 e il 2010, la ritroviamo, tra l'altro, in film TV dei cicli "Rosamunde Pilcher" e "Inga Lindström", segnatamente in Decisione del cuore (Entscheidung des Herzens, 2009), dove recita della protagonista al fianco di Gaby Dohm, e La principessa innamorata (Prinzessin des Herzens, 2010), dove interpreta il ruolo di Silvia.
Nel 2010, ottiene poi un ruolo da protagonista nella serie televisiva La casa del guardaboschi (Forsthaus Falkenau), dove interpreta il ruolo di Daniela Stadler-Königstein, ruolo che la vedrà impegnata fino al 2013.

## Filmografia

### Cinema
- Liebe, Lügen und Geheimnisse (1999)
- Klassenfahrt (2002)
- Pura vida Ibiza (2004)
- Polly Blue Eyes (2005)
- Lauf um Dein Leben - Vom Junkie zum Ironman (2008)
- Fack ju Göhte 2 (2015)

### Televisione
- Arme Millionäre - serie TV, 12 episodi (2005-2006)
- Stürmische Zeiten - film TV (2008)
- Anna Winter - In nome della giustizia - serie TV, 1 episodio (2008)
- Unser Mann im Süden - serie TV, 1 episodio (2008)
- Treuepunkte - film TV (2008)
- Guardia costiera - serie TV, 1 episodio (2009)
- Wilsberg serie TV, 1 episodio (2009)
- Rosamunde Pilcher - Decisione del cuore - film TV (2009)
- Der Stinkstiefel - film TV (2009)
- In aller Freundschaft - serie TV, 1 episodio (2009)
- Sexstreik! - film TV (2010)
- Deadline - Squadra anticrimine - serie TV, 1 episodio (2010)
- Inga Lindström - La principessa innamorata - film TV (2010)
- La casa del guardaboschi - serie TV, 42 episodi (2010-2013)
- La leggenda delle gru - film TV (2012)
- Die Bergretter - serie TV, 11 episodi (2017-...)